# Damiana
Turnera diffusa, bekend als damiana, is een plant die voorkomt in het zuidwesten van Texas in de Verenigde Staten, Centraal-Amerika, Mexico, Zuid-Amerika, en de Caraiben. De plant hoort tot de passiebloemfamilie.
De plant heeft kleine aromatische bloemen met een geur die doet denken aan vijgen, en er wordt een effect als afrodisiacum aan toegeschreven. Het heeft een mild ontspannend effect. Het kan worden gerookt of als thee gedronken.